# 崔信明
崔 信明（さい しんめい、生没年不詳）は、唐の文人。本貫は青州益都県。

## 経歴
北魏の七兵尚書の崔光伯（崔亮の従弟）の子の崔縚の孫にあたる。成長すると、記憶力が強く、美文を書いた。隋の大業年間、堯城県令となった。竇建徳が皇帝を称すると、信明の族弟の崔敬素がその下で鴻臚卿となり、信明を誘った。信明は申包胥の故事を引いて拒絶し、太行山に隠れた。唐の貞観6年（632年）、興勢県丞に任じられた。秦嶺県令に転じ、死去した。
子に崔冬日があり、武則天のとき黄門侍郎となったが、酷吏に誣告されて死去した。

## 逸話
- 崔信明が5月5日の日中に生まれたとき、雀が庭の樹に集まって鳴くという異兆があったため、太史令の史良が占ってみたところ、文事は成功するが位は高くならないと出た。
- 同郷の高孝基は「崔君は生まれながら才能に恵まれ、一時代を代表する人物だが、残念ながら位は高くならない」と人に語った。
- 崔信明はその文章を誇りにしており、李百薬にも勝ると自負していた。揚州録事参軍の鄭世翼が舟の上で信明に出会うと、信明の文章を見せてくれるよう頼んだ。信明は喜んで取り出すと、鄭世翼は見終わらないうちに「見たところ聞くに及ばないようだ」と言って水に投げ捨て、舟を引いて去っていった。

## 伝記資料
- 『旧唐書』巻190 列伝第140上 文苑上
- 『新唐書』巻201 列伝第126 文芸上